# Bertha István
Bertha István (Varsány, 1884. március 20. – Budapest, 1974. október 21.) magyar karmester, zeneszerző.

## Élete
1884. március 20-án született Varsányban, apja Bertha István (1859–1914) kántor, anyja Wattits Terézia (1856–1938). Gyermekkorát Szécsényben töltötte, ahol édesapja az elemi iskola igazgatója volt.

## Családja
Négyszer házasodott, első feleségétől született István nevű gyermeke.
- Rákosi Anna (1885. augusztus 22. - ?)
- Csató Margit Anna (Budapest, 1894. október 30. - ?)
- Kostyál Alice (Sárszentmiklós, 1905. november 11. - ?)
- Szirmay-Kalos Margit (Tiszaszirma, 1903. április 6. - Budapest, 1981. január 10.)

Származása
- Bertha Albert - Szvorek Rozália
  - Bertha István (1822 - ?) szolga - Árvai Erzsébet (1825 - ?)
    - Bertha István (Fülek, 1843 - ?)
    - Bertha Katalin (Fülek, 1849 - ?)
    - Bertha Ferenc (Fülek, 1851 - ?)
    - Bertha Erzsébet (Fülek, 1857 - ?)
    - Bertha István (Fülek, 1859 - Balassagyarmat, 1914) igazgató, kántor - Wattits Terézia (Somogyszil, 1856 – Budapest, 1938)
      - Bertha István András (Varsány, 1884 - Budapest, 1974) zeneszerző, karmester - Rákosi Anna (1885 - ?)
        - Bertha István

      - Bertha Erzsébet Anna (Szécsény, 1891 - Szécsény, 1895)
      - Bertha Sándor (Szécsény, 1893 - Szécsény, 1893)
      - Bertha Lajos (Szécsény, 1896 - Szécsény, 1908)
      - Bertha József (Szécsény, 1899 - Szécsény, 1901)
      - Bertha Ferenc
      - Bertha Mária
      - Bertha Teréz

    - Bertha Mihály (Fülek, 1864 - ?)